# Artificial Intelligence Markup Language
Artificial Intelligence Markup Language（アーティフィシャル・インテリジェンス・マークアップ・ランゲージ、AIML、エーアイエムエル）とは、自然言語ソフトウェアエージェント構築のための XML を応用したマークアップ言語である。

## 背景
AIML は Richard Wallece と世界的な自由ソフトウェア・コミュニティにより、1995年から2002年にかけて開発された。当初の目的はELIZAを高度に拡張した "A.L.I.C.E." と呼ばれるシステム向けであり、同システムはローブナー賞を3回受賞し、2004年にはChatterbox Challengeで優勝している。
A.L.I.C.E. のAIMLはGNU GPLライセンスでリリースされたため、多数のAIMLインタプリタが自由ソフトウェアまたはオープンソースで作られ、A.L.I.C.E. のクローンも多数作成された。いくつかの言語用のセット（Free AIML sets）も作られ、ユーザーコミュニティによって利用可能となっている。最近では、JavaベースのProgram DというAIMLインタプリタの開発が活発である。他にも、Ruby、Python、C++、C#、Pascalなどの言語向けにフリーまたはオープンソースのAIMLインタプリタが開発されている。

## AIMLの要素
AIML はいくつかの要素からなる。以下にその主な部分の詳細を解説する。

### カテゴリ
AIMLにおけるカテゴリは、知識の基本単位である。カテゴリには少なくとも、「パターン」と「テンプレート」という要素が含まれる。以下に単純なカテゴリの例を示す。
```
 <category>
   <pattern>WHAT IS YOUR NAME</pattern>
   <template>My name is John.</template>
 </category>
```

このカテゴリをロードすると、AIMLボットは "What is your name" という入力に対して "My name is John." と応答する。

### パターン
パターンは、1つまたは複数のユーザー入力とマッチすることを意図した文字列である。以下のパターン
```
 WHAT IS YOUR NAME
```

は大文字/小文字を無視して、"what is your name" といった入力とマッチする。パターンにはワイルドカードを使用できる。例えば、次のパターン
```
 WHAT IS YOUR *
```

は、"what is your name" にも "what is your shoe size" にも "what is your purpose in life" にもマッチする。
AIMLのパターンの文法は非常に単純であり、正規表現のような複雑な表現はできない。対話用に特化した設計であり、省略表現への対応や誤記への対応は AMILインタプリタ側で対応することができる。

### テンプレート
テンプレートはマッチしたパターンに対する応答を指定する。テンプレートには以下のような単純なテキストを使うこともできる。
```
  My name is John.
```

テンプレートには変数を使って以下のように表記することもできる。
```
 My name is <bot name="name"/>.
```

こうすると、ボット名が文の中に組み込まれる。
```
 You told me you are <get name="user-age"/> years old.
```

この場合、ユーザーの年齢が既にわかっていれば、それを応答の中で使うことができる。
テンプレートでは基本的なテキスト形式が使え、条件付応答（if-then/else）やランダムな応答も設定できる。
テンプレートで srai という要素を使って他のパターンにリダイレクトすることができる。これは、意味が同じで表現が異なる場合に対応する。以下に例を示す。
```
 <category>
   <pattern>WHAT IS YOUR NAME</pattern>
   <template>My name is <bot name="name"/>.</template>
 </category>
 <category>
   <pattern>WHAT ARE YOU CALLED</pattern>
   <template>
     <srai>what is your name</srai>
   </template>
 </category>
```

1つめのカテゴリは単に "what is your name" という質問に答えている。2番目のカテゴリでは "what are you called" と入力されたときに "what is your name" と入力されたときと同じ応答をするように指定している。つまり、この2つの文はこのシステムでは等価に扱われる。
テンプレートは応答を指定しているものであるため、表示形式などをHTMLで指定するといったことも可能である。

### AIML実装（フリーまたはオープンソース）
開発進行中:
- Program D (Java, J2EE)
- RebeccaAIML (C++)
- ChatterBean - ウェイバックマシン（2006年8月27日アーカイブ分） (Java)
- Program R (Ruby)
- Program Q (C++, Qt)
- AIMLbot (Program #) (.NET/C#)

冬眠状態:
- J-Alice (C++)
- libaiml (C++)
- Program E (PHP)
- Program N
- Program V (Perl)
- Program Y/PyAIML (Python)

### AIMLボット
- パンドラボット 日本語版サイト
- The Original A.L.I.C.E.
- Dawnstar
- Ailysse
- Lilith
- Incognita - An artificial intelligence conversationalist chatting globally
- Phile Knowledge
- iGod
- Talk to William Shakespeare
- Chat with Ailis in English (Italian website)
- Prelude - a self learning chatbot with AIML support